# Mackinlayoideae
Mackinlayoideae es una subfamilia de plantas  perteneciente a la familia Apiaceae. En APG II tenía el rango de familia Mackinlayaceae, pero desde entonces ha sido incluida como  subfamilia de Apiaceae.

## Géneros
Según Wikispecies
- Actinotus - Apiopetalum - Centella - Mackinlaya - Micropleura - Neosciadium - Platysace - Xanthosia

Según NCBI
- Actinotus - Apiopetalum - Centella - Chlaenosciadium - Homalosciadium - Mackinlaya - Micropleura - Pentapeltis - Platysace - Schoenolaena - Xanthosia